# Peilbuis

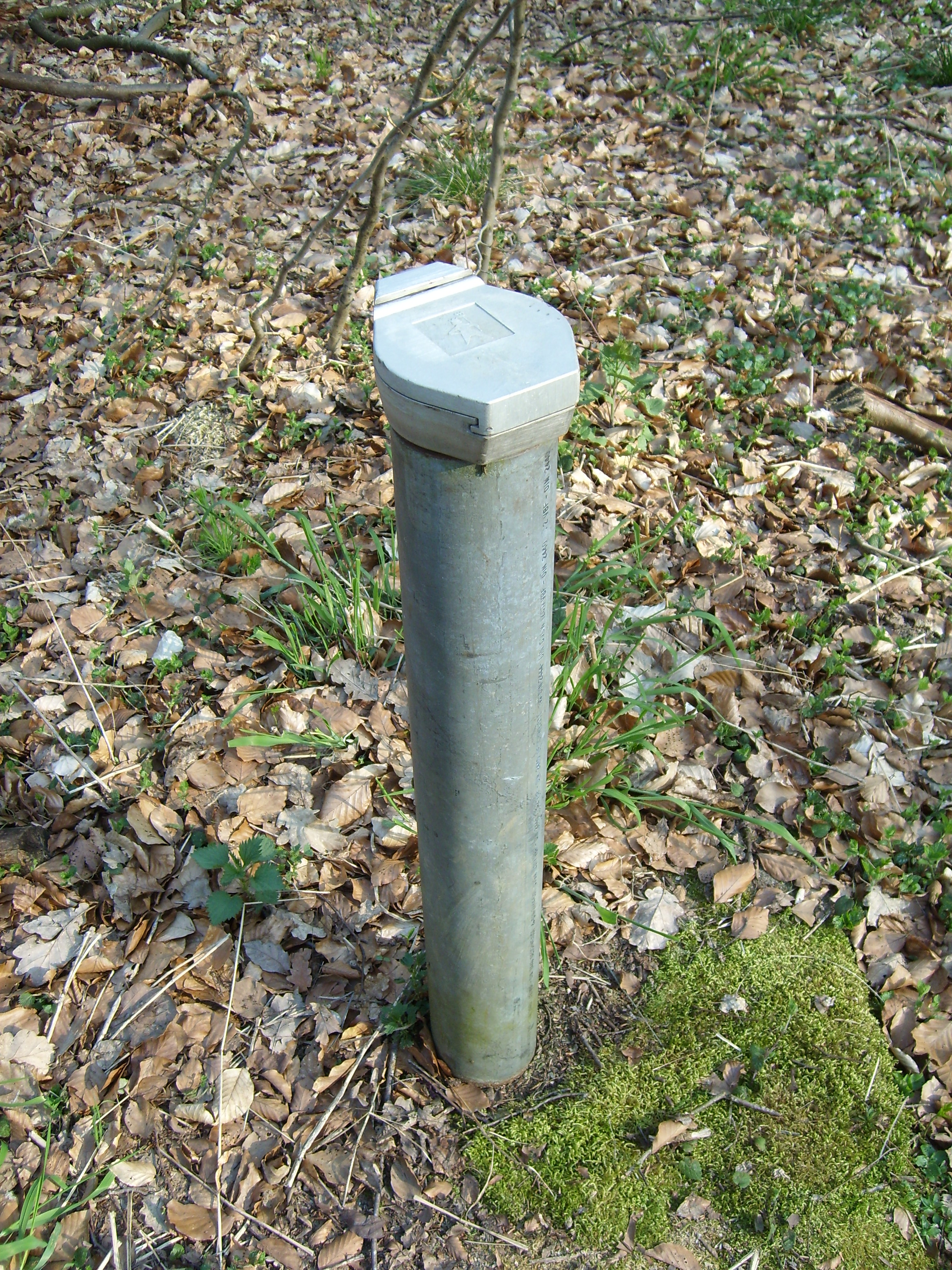
Peilbuis

Een peilbuis is een buis met één geperforeerd deel, die in de bodem wordt geplaatst om de stijghoogte van het grondwater (zowel van het freatisch vlak als van diepere stijghoogten) vast te stellen, of voor bewaking van de kwaliteit en kwantiteit van het grondwater.
Een peilbuis kan gemaakt zijn van onder andere pvc, HDPE of roestvast staal en heeft een diameter van enkele centimeters. De totale lengte van een peilbuis kan variëren van circa 1 meter tot enkele honderden meters.
Het geperforeerde gedeelte bevindt zich meestal helemaal onderaan de peilbuis en wordt ook wel het filterdeel genoemd. Het filterdeel is in de regel 1 à 2 meter lang. Afhankelijk van het doel van het onderzoek wordt het filter onder de grondwaterspiegel of snijdend ten opzichte van de grondwaterspiegel geplaatst. Met een snijdend filter kan een drijflaag met oliebestanddelen opgespoord worden. Door meerdere filters in hetzelfde boorgat te plaatsen kunnen stijghoogteverschillen tussen de verschillende watervoerende pakketten worden vastgesteld. Uit de stijghoogteverschillen kan afgeleid worden of er sprake is van een infiltratie- of kwelsituatie.
Voor het meten van grondwaterkwaliteit wordt soms ook gebruikgemaakt van minifilters. Deze zijn slechts enkele millimeters in diameter, met een filterdeel van 10 tot 20 centimeter lang. Het voordeel hiervan is dat in een kleine diameter boorgat veel meer filters geplaatst kunnen worden en dus een hogere verticale resolutie van de metingen behaald kan worden. Het nadeel is dat de kleine filters gevoeliger zijn voor verstopping door een kleiner doorstroomoppervlak. Bovendien is het vrijwel onmogelijk onderhoud te doen aan een verstopt minifilter.

## Plaatsen van een peilbuis
In de grond wordt met de hand of machinaal tot de gewenste diepte een gat geboord. Daarbij hangt de keuze voor een boortechniek sterk af van de diepte en diameter van het boorgat, maar ook van de eigenschappen van de bodem en het grondwater. Wanneer bijvoorbeeld geboord wordt om grondwaterkwaliteit bij een bekende of vermoedde bodemverontreiniging te volgen zal over het algemeen gekozen worden voor een boortechniek met verbuizing om te voorkomen dat de verontreiniging zich tijdens het boren kan verspreiden.
Wanneer het boorgat de einddiepte heeft bereikt worden een of meer peilbuizen in het gat gehangen. Rond het filterdeel wordt doorgaans een kous aangebracht.
Omdat de peilbuizen nooit het boorgat volledig vullen wordt de overgebleven ruimte aangevuld. Hiervoor zijn verschillende materialen beschikbaar, variërend van ondoorlatende klei tot goed doorlatend grind. Ter hoogte van de filterdelen wordt grof zand of fijn grind geplaatst om een optimale verbinding te realiseren met het grondwater. Om te voorkomen dat grondwater uit boven- of onderliggende watervoerende pakketten kan toestromen worden doorboorde kleilagen hersteld met bentoniet. Afhankelijk van het doel van de boring en de zekerheid van de diepte van doorboorde kleilagen wordt de rest van het boorgat gevuld met zand of klei.
Om de peilbuis te beschermen tegen invloeden van buitenaf wordt deze afgewerkt met een straatpot of schutkoker. Ondergronds afgewerkte peilbuizen kunnen worden voorzien van een RFID-tag zodat ze bovengronds kunnen worden opgespoord.
Een peilbuis wordt in Nederland doorgaans gewaterpast ten opzichte van het Normaal Amsterdams Peil (NAP) en ingemeten in rijksdriehoekscoördinaten om de peilbuis en de meetgegevens in een geografisch informatiesysteem (GIS) op te slaan. Peilbuiswaarnemingen en peilbuisstamgegevens kunnen worden opgenomen in een meetnet, bijvoorbeeld het grondwatermeetnet DINO van TNO.

## Grondwaterstanden opnemen
Er zijn drie manieren om de grondwaterstanden via peilbuizen op te nemen. Dit kan handmatig, semiautomatisch of via telemetrie.

### Handmatig
Voor het handmatig meten van de grondwaterstand kan gebruik gemaakt worden van een peilstok of een peillint. Een peilstok meet de waterstand vanaf de bodem van de peilbuis tot de grondwaterstand en is zodoende alleen geschikt voor ondiepe peilbuizen. Voor diepe peilbuizen wordt vaak gebruik gemaakt van een peillint, meestal een stalen band met daarop een schaalverdeling. Vroeger werd onderaan een klokje gemonteerd, wat een klein buisje is dat aan de bovenkant is dichtgemaakt. Wanneer het klokje het wateroppervlak raakt klinkt een plopgeluid, waarna op de schaalverdeling het niveau ten opzichte van de bovenkant van de peilbuis kan worden afgelezen.
Tegenwoordig wordt een peillint meestal voorzien van een zoemer in de haspel, met op het uiteinde van het lint twee elektrodes. Wanneer de elektrodes in contact komen met het grondwater, zorgt het water voor een elektrische sluiting en klinkt de zoemer. Het voordeel hiervan is dat wanneer met het peillint per ongeluk te diep laat zakken de zoemer nog steeds klinkt, in tegenstelling tot het analoge klokje dat alleen klinkt op het moment dat het op het wateroppervlak landt. Hierdoor kan men het peillint omhooghalen tot de zoemer weer stopt met klinken en kan de grondwaterstand tot op een centimeter nauwkeurig worden afgelezen.

### (Semi)automatisch
Om goedkoper met een hogere frequentie de grondwaterstand te meten wordt steeds vaker gebruik gemaakt van automatische drukopnemers. Deze bestaan uit een elektronische druksensor gekoppeld aan een datalogger, die met een bepaalde frequentie de gemeten hydrostatische druk registreert. De semiautomatische en telemetrische oplossingen verschillen in de wijze waarop de logger wordt uitgelezen. Bij de semiautomatische moet op locatie het geheugen van de logger met speciale uitleesapparatuur worden uitgelezen. Bij een systeem met telemetrie worden de metingen automatisch via een dataverbinding naar een centrale opslag geüpload.
Hoewel het in principe mogelijk is nauwkeuriger metingen te doen met behulp van automatische drukopnemers is het noodzakelijk de meetwaarden te valideren aan de hand van handmetingen. Bovendien is het ook belangrijk de exacte hoogte van de druksensor ten opzichte van een bepaald referentievlak (vaak NAP of maaiveld) te weten om de waterdruk boven de sensor om te kunnen rekenen naar een grondwaterstand. Afhankelijk van het type druksensor is ook correctie nodig voor de luchtdruk.

## Openbare registratie
Verschillende instanties publiceren de door hen gemeten grondwaterstanden online, vaak via het portaal DINOloket van TNO. Vooralsnog is voorzien dat in 2017 in Nederland de Wet Basisregistratie Ondergrond (BRO) in werking treedt, die verplicht dat grondwaterwaarnemingen uit het DINO worden geraadpleegd ten behoeve van planvorming in de openbare ruimte. Daartoe leveren alle Nederlandse gemeenten geleidelijk hun grondwatermeetnetgegevens aan bij TNO, die de beoogde centrale beherende instantie in Nederland wordt van grondwaterwaarnemingen. De meest actuele grondwaterstanden van Vlaanderen zijn raadpleegbaar in de Databank Ondergrond Vlaanderen in de kaartlaag "Grondwaterstandindicator freatisch grondwater voor de tijd van het jaar (meest actueel)" (ze https://www.dov.vlaanderen.be/portaal/?module=verkenner&bm=fa0a5241-2510-4471-9174-8a6ad5b3a7b8